# Мокрая Полотебня
Мокрая Полотебня — река в России, протекает в Милославском районе Рязанской области. Правый приток Полотебни.

## География
Река Мокрая Полотебня берёт начало у деревни Спасские Выселки. Течёт на восток. На реке расположен посёлок городского типа Милославское. Устье реки находится в 22 км по правому берегу реки Полотебни. Длина реки составляет 21 км. 

## Данные водного реестра
По данным государственного водного реестра России относится к Окскому бассейновому округу, водохозяйственный участок реки — Проня от истока и до устья, речной подбассейн реки — Бассейны притоков Оки до впадения Мокши. Речной бассейн реки — Ока.
По данным геоинформационной системы водохозяйственного районирования территории РФ, подготовленной Федеральным агентством водных ресурсов:
- Код водного объекта в государственном водном реестре — 09010102112110000025516
- Код по гидрологической изученности (ГИ) — 110002551
- Код бассейна — 09.01.01.021
- Номер тома по ГИ — 10
- Выпуск по ГИ — 0